# Flechas cardinales
Flechas Cardinales es el decimoquinto álbum que publicó la banda de rock Barricada en 2012.

## Lista de canciones
1. Pa' Enredarte
2. Punto De Mira
3. Aguardiente
4. Eclipse
5. El Muelle
6. Como El Invierno
7. En Lo Más Pequeño
8. Hasta Diez
9. Imán
10. La Balanza
11. Remiendos
12. Rugir Y Morder
13. Flechas Cardinales